# Dixi
Dixi är en sentens på latin som betyder "jag har talat” och som var en vanlig avslutningsfras i offentliga tal i antikens Rom. Frasen användes av till exempel  retoren Cicero (In Verrem, I:1,56)..
Detta verb är angett i perfekt indikativ första person singular av dicere som betyder "säga". Dixi används särskilt i akademiska sammanhang och då oftast när man avslutar ett tal. Det kan utläsas som "jag har nu sagt allt jag vill säga, och jag avslutar härmed argumentationen".